# 野黄瓜
野黄瓜（学名：Cucumis hystrix）是葫芦科甜瓜属的植物。分布在印度、缅甸以及中国大陆的云南等地，生长于海拔780米至1,550米的地区，多生在河边、山谷、阴湿处、林下或灌丛中，目前尚未由人工引种栽培。

## 别名
酸黄瓜、鸟苦瓜（云南屏边、勐海）、老鼠瓜（云南景洪）.